# Ronson Williams
Ronson Williams (ur. 15 lipca 1987) – gujański piłkarz grający na pozycji bramkarza. 

## Kariera klubowa
Williams jest wychowankiem Alpha United. W pierwszej drużynie tego zespołu występuje od 2008 roku.

## Kariera reprezentacyjna
W reprezentacji Gujany zadebiutował w 2008 roku. Wcześniej występował też w młodzieżówce do lat 23.